# Marina Nazionale Repubblicana
La Marina Nazionale Repubblicana, detta anche Marina da Guerra Repubblicana, era la marina militare della Repubblica Sociale Italiana, istituita nel settembre - ottobre del 1943, e divenuta ufficialmente operativa nel gennaio del 1944 e si dedicò principalmente al pattugliamento delle coste e alla posa delle mine antinave. La grave penuria di mezzi e l'atteggiamento diffidente degli alleati tedeschi che le preferivano la Xª Flottiglia MAS di Junio Valerio Borghese minarono le attività della neonata marina, che non divenne mai del tutto pienamente operativa e che svolse solo un numero limitatissimo di operazioni finché la nomina il 14 febbraio 1944 di Borghese stesso a sottocapo della Marina Nazionale Repubblicana comportò una ripresa nel settore operativo.

## Storia

### La resa della Regia Marina
In base alle clausole dell'armistizio di Cassibile, firmato dall'Italia il 3 settembre 1943 e reso noto l'8 settembre seguente, le unità della Regia Marina ricevettero l'ordine di consegnarsi agli Alleati: solo una piccola minoranza di unità non poté o non volle ottemperare all'ordine o non riuscì ad auto affondarsi per evitare la cattura da parte dei tedeschi; alcuni reparti, o parti di essi, scelsero di propria volontà di continuare la guerra al fianco del Terzo Reich; più tardi e in tempi successivi, essi furono dotati di alcune delle unità navali catturate dai tedeschi nei porti. Alcune piccole unità, ormeggiate in Istria e Dalmazia, si consegnarono spontaneamente ai tedeschi sia perché impossibilitate ad adempiere le clausole dell'armistizio sia in seguito alle nuove disposizioni emanate il 10 settembre dai comandi del Regio esercito della Venezia Giulia, della Dalmazia e dell'Albania che, premuti dall'avanzata titina, in contrasto con gli ordini ricevuti avevano disposto altrimenti. Le unità in questione mantennero bandiera e comando italiano, con l'impegno di non essere utilizzate contro connazionali.
Tra queste, le principali furono:
- la Xª Flottiglia MAS a La Spezia, al comando del capitano di fregata Junio Valerio Borghese
- la base di sommergibili atlantici BETASOM di Bordeaux, sotto il comando del capitano di vascello Enzo Grossi
- la base di sommergibili di Costanza sul mar Nero
- la Scuola Antisom del Varignano presso La Spezia, sotto il comando del capitano di vascello Achille Zoli
- Alcune unità italiane minori di stanza nell'Adriatico che costituirono la "Flottiglia Dragaggio Venezia"

Alcune di queste unità, dislocate nell'Adriatico, disobbedendo agli ordini di Supermarina, presero parte i giorni seguenti all'Armistizio allo sbarco nel porto di Zara e all'occupazione delle isole di Cherso, Lussino e Veglia che erano state occupate dai partigiani titini. Il 21 settembre il Pola sfuggì al controllo tedesco per trasferirsi a Brindisi in cui si era rifugiato il legittimo governo italiano (Regno del sud). Analoga vicenda anche per la torpediniera Pilo e il rimorchiatore Porto Conte che durante una scorta a mercantili che stavano trasferendo la divisione "Brennero" a Trieste si allontanarono per passare le linee. In seguito le unità restanti furono riunite nella "Flottiglia Dragaggio Venezia" e inquadrate nella Kriegsmarine.

### Il Commissariamento del Ministero della Marina
Il 9 settembre 1943 l'ammiraglio Raffaele de Courten, prima di trasferirsi a Brindisi con il Re, convocò una riunione in cui nominò Commissari del Ministero gli ammiragli Emilio Ferreri e Luigi Sansonetti con l'impegno di adempiere le clausole dell'armistizio. Il 25 settembre Sansonetti riuscì a raggiungere le linee anglo americane. All'ammiraglio Ferreri, rimasto solo, fu offerta collaborazione da parte dei tedeschi per sondarne le intenzioni, ma senza risultati. A seguito della nascita della Repubblica Sociale Italiana, e alla creazione a Belluno del sottosegretariato alla Marina affidato all'ammiraglio Antonio Legnani, Ferreri rassegnò le dimissioni e il 30 settembre passò le consegne del Ministero all'ammiraglio di squadra Mario Falangola che divenne il nuovo Commissario..

### La riorganizzazione della Marina Repubblicana

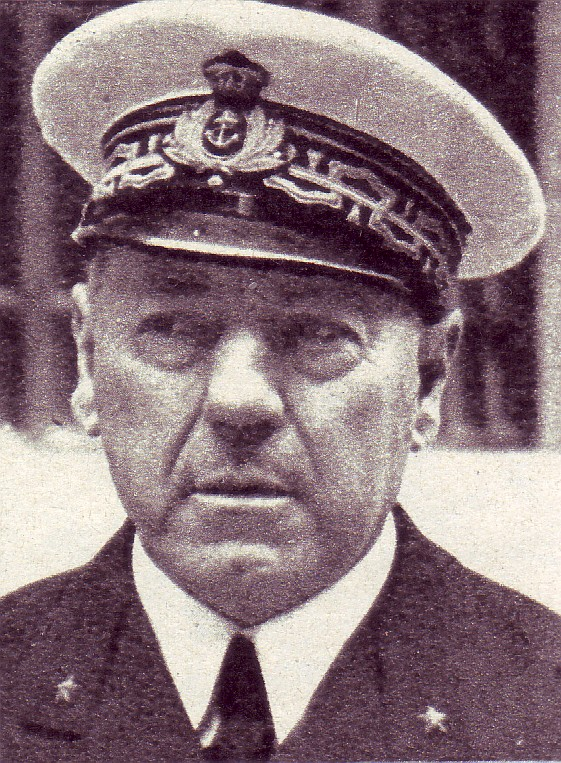
L'ammiraglio Antonio Legnani, primo sottosegretario della MNR

Legnani, assunto anche la carica di capo di stato maggiore della Marina, cominciò a riorganizzare gli uffici romani alla guida dei quali pose tutti uomini di provata fiducia tra cui Ferrini. L'opera di Legnani si interruppe presto a seguito della sua morte il 20 ottobre a causa di un incidente stradale. Prese il suo posto il capitano di vascello Ferruccio Ferrini che cercò di continuarne l'opera concludendo la rifondazione dell'intera struttura di Comando. Nel dicembre prese contatti con le autorità tedesche allo scopo di promuovere la creazione di una forza navale composta da unità operanti sia sotto bandiera italiana sia sotto bandiera tedesca.. Il progetto non fu però raccolto dall'ammiraglio Karl Dönitz che rinviò l'incontro con Ferrini a data da stabilirsi.. Inoltre integrò la Xª Flottiglia MAS di Junio Valerio Borghese all'interno della Marina repubblicana..
Questa decisione portò a un duro contrasto con la Decima Mas che, fino a quel momento, era restata completamente autonoma. Infatti, il 9 gennaio 1944 i capitani di vascello Bedeschi e Tortora, inviati ad assumere il comando delle forze di terra della Decima Mas furono arrestati dai comandanti del battaglione Maestrale e del battaglione Nuotatori-Paracadutisti e consegnati alla Guardia Nazionale Repubblicana. Il 13 gennaio, temendo che si stesse preparando un colpo di Stato, il Governo della RSI fece arrestare Borghese. I timori si rivelarono infondati e Borghese fu liberato il 25 dello stesso mese.

La Spezia, l'ammiraglio Sparzani consegna la bandiera di combattimento della RSI a Borghese

Chiaritasi la situazione, Mussolini destituì Ferrini e, il 14 febbraio, al suo posto nominò il contrammiraglio Giuseppe Sparzani. Borghese divenne sottocapo di stato maggiore ed ebbe ai suoi ordini tutte le attività operative di Marina. L'esautorazione di Ferrini, però, bloccò i progetti di creazione di una forza navale autonoma. Ulteriori contatti con i tedeschi furono avviati dal nuovo sottosegretario Sparzani che, in colloqui tenuti il 17 febbraio 1944, ottenne l'interesse tedesco affinché fossero creati dei reparti navali con unità cedute dalla Kriegsmarine e personale italiano a bordo. In realtà, nonostante gli accordi, la cessione da parte tedesca di unità navali non avvenne.
Tra il novembre e il dicembre 1943 furono costituiti i Comandi Servizi Marina (Maricoser), che avevano sede a Genova (Tirreno) e Venezia (Adriatico). Fu creato, inoltre, un Comando per i sommergibili a Pola, poi trasferito a La Spezia.
In seguito i "Maricoser" si trasformarono nei "Comandi Operativi Marina", che unificarono sotto un solo comando la Marina repubblicana e la Xª Flottiglia MAS. Nell'ambito dell'OZAK erano presenti due Comandi Operativi Marina, a Trieste e a Pola.
Si diede inoltre vita a una pubblicazione quindicinale, denominata "Marina Repubblicana" e affidata all'ammiraglio Ubaldo Degli Uberti, capo dell'ufficio stampa della Marina.
Nel maggio 1944 fu istituita la Divisione fanteria di marina "Xª", dipendente dalla Marina, mentre la 3ª Divisione fanteria di marina "San Marco" dipendeva dall'Esercito nazionale repubblicano.

## Le forze a disposizione

CB della Marina Nazionale Repubblicana nell'Adriatico porto di Pola

I mezzi navali a disposizione della Marina Nazionale Repubblicana furono pochi. Nei vari cantieri navali sotto la giurisdizione della Repubblica Sociale Italiana come La Spezia, Genova e Venezia furono recuperati una dozzina di sommergibili cui si aggiunsero poi dieci minisommergibili Classe CB nel frattempo assemblati presso la Caproni. Vi erano inoltre 14 MAS solo parzialmente operativi, sei motosiluranti di cui solo una operativa, la Pegaso e la Cefalo come navi appoggio e i due cacciasommergibili Equa e Landi..
La Scuola Antisom del Varignano portò in dote l'ex Aviso francese F 15 Batailleuse e sette Vedette Anti Sommergibile (VAS) e il rimorchiatore Capo d'Istria.
La Flottiglia Dragaggio Venezia, di stanza a Venezia, pur rimanendo inquadrata nella Kriegsmarine fu consegnata alla Marina Repubblicana. Le varie unità mantennero pertanto la sigla tedesca ma batterono bandiera italiana e furono poste al comando di ufficiali italiani..
A Genova le autorità tedesche consegnarono la portaerei Aquila, pronta al 90%, ma nel giugno 1944 un bombardamento alleato del porto la danneggiata gravemente.
A parte di alcune sporadiche azioni belliche i mezzi navali della Marina Repubblicana si dedicarono principalmente al pattugliamento costiero e alla posa delle mine.. Azioni di rilievo nel Tirreno furono i due bombardamenti notturni del 2 e del 23 marzo 1944 contro il porto di Bastia in Corsica e gli attacchi a ridosso del fronte in Toscana del 25, 26 luglio e del 31 agosto.. Per il resto le azioni prettamente belliche furono appannaggio della Xª MAS.

### Betasom e i Sommergibili oceanici
Al momento dell'armistizio presso la base navale di Betasom, sulla costa atlantica della Francia, comandata dal capitano di vascello Enzo Grossi, erano distaccati tre sommergibili oceanici, il Cagni, il Finzi e il Bagnolini. Il Cagni che era in missione accettò l'armistizio e si recò nel porto Alleato di Durban dove fu ricevuto con l'onore delle armi. Gli altri due operarono per breve tempo sotto le bandiere della Repubblica Sociale Italiana, poi il 14 ottobre 1943 furono incorporati nella Kriegsmarine. Cinquanta specialisti rientrarono in Italia e furono incorporati nella Xª Flottiglia MAS, gli altri continuarono a fare parte della Marina Nazionale Repubblicana e, integrati da altri marinai provenienti dagli Internati Militari Italiani, furono impiegati come difesa costiera. In seguito fu costituito il battaglione Longobardo che rientrato in Italia fu incorporato anch'esso nella Xª Flottiglia MAS.
Fu creata la 1ª Divisione Atlantica Fucilieri di Marina per la difesa costiera, che prese parte alla battaglia di Normandia.
Il Bagnolini, che imbarcava personale misto italo-tedesco, fu utilizzato per missioni di trasporto di materie prime con il Giappone e fu affondato nei pressi del Capo di Buona Speranza l'11 marzo 1944.

### Il naviglio
Il primo e più grosso problema che si poneva sulla via era quello del naviglio pesante che, in ottemperanza alle clausole armistiziali, si era messo in gran parte in navigazione per consegnarsi agli Alleati; i mezzi che erano stati abbandonati nei porti italiani avevano subito l'usuale operazione di sabotaggio per opera degli equipaggi.
Soltanto tre navi di linea riuscirono a svolgere qualche funzione: il Caio Mario, che servì come deposito galleggiante di carburanti alla Spezia, il Vesuvio e l'Etna che ebbero il ruolo di batterie antiaeree galleggianti a Trieste.
C'erano, infine, le piccole unità, che furono di gran lunga le più efficienti.
Secondo lo storico Giorgio Pisanò esse furono:
- 21 Motoscafi Armati Siluranti (MAS) di cui solamente 7 furono operativi;
- 21 motosiluranti (MS) di cui solamente 2 furono operativi;
- 18 Corvette di cui solamente 1 (La Batailleuse) fu operativa, già in forza alla scuola anti som del Varignano. Altre 25 Corvette, in forza alla Kriegsmarine operarono con equipaggio misto italo-tedesco;
- 22 Vedette Anti Sommergibile (VAS), di cui solamente 4 furono operative.

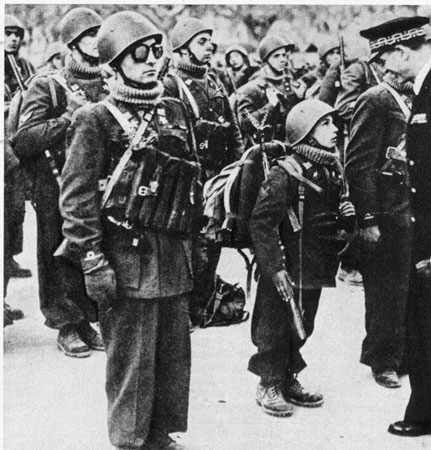
Marò della Xª

### La fanteria di marina
- Xª Flottiglia MAS
- Divisione fanteria di marina Xª
  - 1º reggimento Fanteria di marina "San Marco"
  - 2º reggimento Fanteria di marina "Scirè"
  - 3º reggimento Fanteria di marina  "Condottieri"
- 1ª Divisione Atlantica Fucilieri di Marina

### Riferimenti normativi emanati dalla RSI
- Decreto del Duce del 27 ottobre 1943: Scioglimento delle Forze Armate Regie e costituzione delle Forze Armate Repubblicane. Archiviato il 31 luglio 2011 in Internet Archive.
- Decreto del Duce del 27 ottobre 1943: Legge Fondamentale delle FF.AA. Repubblicane.
- Decreto del Duce del 1º novembre 1943-XXII: Trattamento delle Forze armate repubblicane.
- Decreto del Duce del 24 novembre 1943, n. 859: Quadri organici provvisori degli Ufficiali in servizio permanente della Marina da guerra. (G.U. 31 dell'8.2.44 e Errata Corrige G.U. 44 del 23.2.44)
- Decreto del Duce del 24 novembre 1943-XXII, n. 860: Organici del “Personale della carriera amministrativa” dell'Amministrazione centrale della Marina.
- Decreto del Duce del 24 novembre 1943-XXII, n. 861: Istituzione di un Organo superiore consultivo alle dipendenze del sottosegretario per la Marina.
- Decreto del Duce del 24 novembre 1943-XXII, n. 862: Conferimento alla Vedova dell'Ammiraglio d'Armata Antonio Legnani, Signora Franca Maroni Ponti, durante lo stato di vedovanza, degli assegni spettanti agli Ammiragli d'Armata aventi una destinazione di servizio a terra. (G.U. n. 31 dell'8 febbraio 1944)
- Decreto legislativo del Duce del 24 novembre 1943, n. 871: Delega di attribuzioni al Sottosegretario di Stato per la Marina. (G.U. n. 42 del 21 febbraio 1944)
- Decreto legislativo del Duce del 16 dicembre 1943-XXII, n. 898: Istituzione del Corpo della Fanteria di Marina.(G.U. n. 93 del 20 aprile 1944)
- Decreto interministeriale del 24 dicembre 1943-XXII, n. 903: Obblighi di servizio degli ufficiali della disciolta regia Marina.
- Decreto interministeriale del 24 dicembre 1943-XXII, n 909: Obblighi di servizio dei sottufficiali della disciolta regia Marina.
- Decreto interministeriale del 24 dicembre 1943-XXII, n. 911: Chiamata di controllo degli ufficiali della disciolta regia Marina.
- Decreto interministeriale dell'8 gennaio 1944-XXII, n. 193: Nuova denominazione di grado di Comune di I classe e comune di II classe.
- Decreto legislativo del Duce del 23 gennaio 1944–XXII, n. 15: Stemma e Sigillo dello Stato.
- Decreto legislativo del Duce del 28 gennaio 1944–XXII, n. 141: Foggia della Bandiera nazionale e della bandiera di combattimento delle Forze Armate. (Gazzetta Ufficiale n. 107 del 6 maggio 1944-XXII)
- Decreto ministeriale del 28 aprile 1944-XXII: Istituzione del Corpo Femminile Volontario per i Servizi Ausiliari delle Forze Armate Repubblicane.
- Decreto ministeriale del 28 aprile 1944-XXII: Costituzione dell'organico provvisorio fissato dal decreto del Duce 24 novembre 1943 n.860, per il personale della carriera amministrativa per l'amministrazione centrale della Marina da guerra.
- Decreto legislativo del Duce 15 giugno 1944, n. 867: Modifiche al decreto-legge 10 marzo 1938-XVI, n. 330 recante agevolazioni all'industria delle costruzioni navali e dell'armamento. (G.U. n. 301 del 27 dicembre 1944)
- Decreto legislativo del Duce 31 agosto 1944, n. 592: Nomina ad Ufficiale in S.P.A. dei vari corpi della Marina da guerra di sottufficiali sottocapi e marinai del C.E.M. e determinazione dell'organico del corpo stesso.
- Decreto legislativo del Duce 31 agosto 1944, n. 593: Istituzione del ruolo degli Ufficiali di Complemento volontari di guerra della Marina Repubblicana.
- Decreto legislativo del Duce 31 agosto 1944, n. 594: Istituzione del Tribunale militare di guerra per la marina.
- Decreto legislativo del Duce 2 gennaio 1945, n. 40: Nuova denominazione dei gradi degli Ufficiali dei vari corpi della Marina da guerra Nazionale Repubblicana.

### Testi storiografici
- Elio Andò, Decima Mas. I mezzi d'assalto della Marina Italiana, Foggia, Italia Editrice, 2008, ISBN 978-88-95038-13-1.
- Erminio Bagnasco, M.A.S. e mezzi d'assalto di superficie italiani, Roma, Ufficio storico della Marina militare, 2002.
- Erminio Bagnasco, Achille Rastelli, Centosettantadue battelli italiani nella seconda guerra mondiale, Parma, Albertelli, 2007, ISBN 978-600-130-662-4.
- Erminio Bagnasco, Marco Spertini, I mezzi d'assalto della Xª Flottiglia MAS 1940-1945, Parma, Albertelli, 1991, ISBN 978-88-85909-25-0.
- Emilio e Vittorio Del Giudice, La Marina Militare Italiana: uniformi, fregi e distintivi dal 1861 a oggi, Parma, Ermanno Albertelli Editore, 2007, ISBN 978-88-85909-88-5.
- Gino Galuppini, Le uniformi della Marina militare, vol. II (1919-1995), Roma, Ufficio storico della Marina militare, 1999,  pp. pp.116-118.
- Gino Galuppini, Storie di una marina che non c'è più, vol. I, Roma, Ufficio storico della Marina militare, 2000,  pp. pp.488-489.
- Francesco Mattesini, La Marina e l'8 settembre, 2 voll, Roma, Ufficio storico della Marina militare, 2002.
- Teucle Meneghini, Cento sommergibili non sono tornati, Roma, C.E.N., 1980, ISBN 978-88-8478-115-4.
- Andrea Molinari; Pier Paolo Battistelli, Le forze armate della RSI, Hobby & Work, 2007. ISBN 978-88-7851-568-0
- Sergio Nesi, Decima flottiglia nostra... I mezzi d'assalto della Marina Italiana al Sud e al Nord dopo l'armistizio, Bologna, Lo Scarabeo, 2008, ISBN 978-88-8478-115-4.
- Sergio Prebellini, Ero un pilota della X Flottiglia Mas. Con i mezzi d’assalto contro la flotta angloamericana, Bologna, Lo Scarabeo, 2010, ISBN 978-88-8478-123-9.